# Fara u Nejsvětější Trojice v Praze ve Vyšehradské
Fara u Nejsvětější Trojice v Praze 2 na Novém Městě stojí na rohu ulic Vyšehradská a Trojická nedaleko kostela. Je chráněna jako nemovitá kulturní památka České republiky.

## Historie
Fara pochází z let 1863–1867. Byla postavena ve stylu pozdního klasicismu při obnově starší farní budovy v místě někdejší zahrady.

## Popis
Jednopatrový nárožní dům stojí na půdorysu písmene „L“. Fasáda v přízemí je členěna pásovou bosáží, šambrány jsou ploché s nadokenními římsami. Chodba v přízemí je zaklenuta dvěma poli plackové klenby, místnosti v přízemí mají klenbu zrcadlovou, klenba ve sklepě je cihlová valená. Trojramenné schodiště je opatřeno litinovým zábradlím. V domě se dochovaly původní dveře a parketové podlahy z doby výstavby.
Na úrovni původního terénu přiléhají k faře na dvorní straně zahrada a bývalý hřbitov, které od sebe odděluje ohradní zeď. Na úroveň hřbitova se sestupuje po jednoramenných schodištích. Hroby nejsou zachovány, jen jeden náhrobek je zazděn v jižní stěně kaple a část jiného je přizděna k ohradní zdi vedle márnice. Drobná přízemní márnice přiléhá na jižní straně k ohradní zdi a je kryta sedlovou střechou s prejzy. Uprostřed čelní fasády obrácené k severu je mělký zvýšený rizalit, v něm vstup a nad ním kruhové okénko. Boční fasády mají po jednom okně. Uvnitř stavby jsou tři malé plochostropé místnosti.